# Aleksandra Bajić Milosavljević
Dr Aleksandra Bajić Milosavljević (Beograd, 1954) srpski je lekar, specijalista neurologije i psihijatrije. U poslednjih petnaest godina svog radnog veka, kao i nakon penzionisanja intenzivno se bavi proučavanjem mitologije i astronomije u kulturi (arheoastronomija ili etnoastronomija).

## Život i školovanje
Rođena je 1954. godine u Beogradu. Odrasla je u porodici koja je negovala prirodne nauke, gde se učenje smatralo načinom života. Otac Aleksa, rudarski inženjer, pomogao joj je da stekne solidno razumevanje matematike i fizike, majka Milada, po profesiji biolog, uputila je u tajne živog sveta i naučila je korišćenju najrazličitije literature.
Završila Medicinski fakultet u Beogradu 1980. godine, a nekoliko godina kasnije i specijalizaciju iz neurologije i psihijatrije. Desetak godina radila kao konsultant za neuropsihijatriju u Specijalnoj bolnici na Ozrenu kod Sokobanje. Od 1990. godine radila kao lekar-veštak u invalidskom osiguranju u Direkciji republičkog fonda za penzijsko i invalidsko osiguranje u Beogradu i kao sudski veštak za oblast neurologije i psihijatrije.

## Izučavanje mitologije i astronomije u kulturi
Izučavanje mitologije se prirodno nadovezalo na njen osnovni poziv: učenje Karla Gustava Junga joj je donelo solidno poznavanje jezika simbola i arhetipa. Sam Jung je inteznivno proučavao narodno literarno stvaralaštvo mnogih naroda, nalazeći u starim religijama upravo univerzalne simbole i arhetip. Činilo se logično da se isto može potražiti i u narodnom literarnom stvaralaštvu Južnih Slovena. U samom početku svog istraživanja mitologije, Aleksandra Bajić Milosavljević se susrela sa knjigom Natka Nodila, „Stara vjera Srba i Hrvata”, koja je nastala u 19. veku, a koja predhrišćanskog slovenskog Boga Svetovida sagledava u svetlu jednog solarnog kulta, povezujući ga na taj način sa Suncem. Knjiga je, praktično od svog nastanka, bila žestoko kritikovana zbog nacionalnog romantizma, koji provejava kroz ceo njen sadržaj, zbog čega je navodno trpela naučna objektivnost autora. Nacionalni romantizam svakako smeta naučnoj objektivnosti, ali je isto tako nesporno da delo sadrži i veoma važne uvide, koji Natka Nodia čine prvim autorom koji je na Balkanu proučavao astronomska i kalendarska znanja u kulturi Južnih Slovena.
Sunce jeste bilo shvaćeno kao božanstvo u mnogim starim kulturama. Treba se setiti grčkog Apolona, koji je najbolji primer za to, ili staroegipatskog Boga Ra, ali se isto tako treba čuvati jednostranosti... Nisu svi stari Bogovi solarni, neki nisu čak ni nebeski. Od ove tačke u istraživanju, ukazala su se dva moguća puta: trebalo je aktivno tražiti simboliku Sunca u mitologiji Južnih Slovena (i drugih naroda) i trebalo je ispitati kako se jedno solarno božanstvo, kao božanska personifikacija Sunca „ponaša“ u prirodi. Prvi put je vodio izučavanju narodnog literarnog stvaralaštva u svetlu Jungovih učenja, drugi je vodio ka astronomiji i njenim zakonitostima. Ukratko, takvo istraživanje je zahtevalo čvrstu saradnju prirodnih i društvenih nauka.
Godina 2010. predstavljala je jednu prekretnicu. Proglašena je za godinu arheoastronomije i tada se mnogo govorilo o ovoj novoj nauci. Štampa i internet su bili puni priča o neobičnim mestima, koja su bila namerno uređena za posmatranje nebeskih tela. Mnogo se govorilo i pisalo o Stounhendžu u Britaniji, neolitskoj kružnoj formaciji kod mesta Gosek u Nemačkoj, Njugreindžu u Irskoj... Najčešće, to su bile različite kružne formacije, odakle je posmatrano nebo i nebeska tela. Slučaj je hteo da iste te godine, Aleksandra sretne šumara Dragana iz Sokobanje, koji joj je otkrio postojanje nekoliko kružnih formacija na planini Devici, koje su isto tako bile idealne za posmatranje neba i nebeskih tela. Jedna od njih se nalazila na lokalitetu koji se naziva Bogovo Gumno. I sam naziv je upućivao da je reč o svetom mestu: tu su se srele mitologija i astronomija, arheologija je tek trebalo da kaže svoje. Prvi arheolog, koji je video lokalitet, bio je Dragan Jacanović, koji je odmah shvatio njegovu astronomsku namenu. U svakom slučaju, sve to je bilo veoma inspirativno. Bilo je moguće ispitati kako se sa Bogovog Gumna moglo videti Sunce.
Tako je nastala prva arheoastronomska knjiga ove autorke, pod nazivom „Kalendar predaka”. Knjiga nije imala visoke naučne pretenzije i pisana je na popularan način, tako da njen sadržaj bude dostupan svima. Izazvala je određenu pažnju medija i inspirisala Ružicu Lukić, reditelja dokumentarinog programa RTS-a da 2012. godine snimi film pod nazivom „Krugovi na Devici” i još jedan, nazvan „Stari sloveski Bogovi”. Oba filma su predstavila Srbiji jednu novu nauku, astronomiju u kulturi.

## Društvo „Vlašići”
Ubrzo, Aleksandri se javio Milorad Stojić, arheolog sa Instituta za arheologiju SANU. Pokazao joj je novootkrivenu kružnu formaciju kod sela Belica, u Šumadiji, koja je sagrađena u vreme starijeg neolita i predložio njeno arheoastronomsko istraživanje. Jedan takav lokalitet, po svojoj važnosti prevazilazi svakog pojedinca. Da bi se takvo istraživanje obavilo, moralo se se mnogo učiti... Milorad Stojić, arheolog, smatrao je da je za učenje neophodan i dobar učitelj, koga je našao u liku Milana Dimitrijevića, astronoma.
Nekako u isto vreme, Hristivoje Pavlović, arhitekta i zaljubljenik u Lepenski Vir, pojavio se sa idejom da bi i taj lokalitet trebalo arheoastronomski istražiti. Godine 2014. prvi rezultati istraživanja Belice i Lepenskog Vira su predstavljeni na konferenciji Razvoj astronomije kod Srba, u narodnoj observatoriji na Kalemegdanu. Upravo tada, osnovano je Društvo za arheoastronomska i etnoastronomska istraživanja „Vlašići“. Prvi članovi i osnivači bili su Milan Dimitrijević, Milorad Stojić, Hristivoje Pavlović i Aleksandra Bajić Milosavljević.
Godina 2018. donela je prva predstavljanja Društva „Vlašići“ na međunarodnim konferencijama. Krajem avgusta te godine, društvo je učestvovalo na Konferenciji SEAC-a (Evropska asocijacija za astronomiju u kulturi), koja je održana u Gracu. Aleksandra Bajić Milosavljević i Hristivoje Pavlović su predstavili rezultate svog istraživanja Lepenskog Vira; ista autorka i Milan Dimitrijević su prikazali i svoje istraživanje Feliks Romulijane; Aleksandra je, zajedno sa istraživačima rumunske Asocijacije za astronomiju u kulturi (SRPAC), učestvovala u istraživanju kružne formacije kod Vršca, koje je takođe predstavljeno na Konferenciji. Sva tri rada su, nakon strogih recenzija, prihvaćena i objavljena u Zborniku SEAC 2018.
U novembru 2018. godine, na konferenciji rumunske asocijacije SRPAC, predstavljeno je arheoastronomsko istraživanje lokaliteta u Belici, kao i istraživanje astronomskih simbola na grčkom i rimskom novcu. Tada je uspostavljena trajna saradnja Društva „Vlašići“ i Društva „SRPAC“, a Aleksandra Bajić Milosavljević postala počasni član Rumunskog udruženja za astronomiju u kulturi.
Uspostavljena je i saradnja sa Društvom za klasične studije iz Beograda, koje godinama uspešno vodi Ksenija Maricki Gađanski.
Od tada, Društvo Vlašići je, sa svojim istraživanjima učestvovalo na mnogim naučnim skupovima, u Srbiji i inostranstvu. Pored ovoga, njegovi članovi su se bavili i prevođenjem i izdavanjem literature u oblasti astronomije u kulturi antičke Grčke i Rima. Prevedeno je po prvi put na Srpski jezik Ovidijevo delo „Fasti“, Aratovo delo „Pojave“ („Fenomeni“), kao i Higinovo delo „Astronomika“.
Društvo „Vlašići“ je 2020. godine, po prvi put predstavilo svoje radove na međunarodnoj konferenciji evropske asocijacije arheologa (EAA). Aleksandra Bajić Milosavljević i Milan Dimitrijević su prikazali svoja arheoastronomska istraživanja antičkih grčkih hramova na ostvima Delos i Naksos. Učešće na ovoj konferenciji je predstavlja novu prekretnicu: evropski arheolozi sada prihvataju astronomiju u kulturi kao nauku, već dve godine njihove konferencije imaju obavezne sesije za ovu naučnu disciplinu.
Jedan od najvažnijih ciljeva Društva „Vlašići“ je da privuče mlade istraživače, koji će ovu nauku proneti u budućnost.

## Radovi predstavljeni na međunarodnim konferencijama
- Bajić, Aleksandra; Pavlović, Hristivoje: . (2018)
- Bajić, Aleksandra; Dimitrijević, Milan: . (2018)
- Bajić, Aleksandra; Stojić, Milorad:  (2018)
- Bajić, Aleksandra; Dimitrijević, Milan: . (2019)
- Bajić, Aleksandra; Dimitrijević, Milan: . (2020)
- Bajić, Aleksandra; Dimitrijević, Milan:Dionysus, wine, stars and Apollo,Journal of classical studies, Vol. 21-22, Matica Srpska, Novi Sad.

## Spoljašnje veze
- „Интервју: Александра Бајић”. ТВ Храм. Приступљено 1. 3. 2021.
- „O Udruženju”. Udruženje Vlašići. Архивирано из оригинала 18. 04. 2021. г. Приступљено 1. 3. 2021.
- „Еко фајл: Кругови на Девици”. You Tube. Приступљено 1. 3. 2021.
- „Vrzino kolo na bogovom gumnu”. You Tube. Приступљено 1. 3. 2021.